# Charoset
Charoset (hebrejsky חֲרֽוֹסֶת [ḥărōset]) je sladká, tmavě zbarvená pasta z ovoce a ořechů. Tento pokrm konzumují židé při slavnostní večeři Seder. Jeho barva a textura má vyvolat zdání malty nebo bahna, které používali židé k výrobě nepálené cihly, když byl zotročeni ve Starověkém Egyptě. Slovo charoset pochází z hebrejského slova cheres (חרס) - jíl. 

## Složení
Existuje mnoho receptů na charoset. 
- Ve východní Evropě se připravuje ze sekaných vlašských ořechů, jablek, skořice a sladkým vínem nebo vinným moštem.
- Sefardové jej vyrábějí z rozinek, fíků a datlí.
- Židé v Egyptě používají k přípravě datle, rozinky, ořechy, skořici a sladké víno.
- Řečtí a turečtí židé používají jablka, datle, nasekané mandle a víno.
- Italští a španělští židé do směsi přidávají také kaštany.

Jako sladidlo se používá med nebo cukr.